# Албис, Оззи
Озаино Юрди Йиандро «Оззи» Албис (нидерл. Ozhaino Jurdy Jiandro «Ozzie» Albies; род. 7 января 1997, Виллемстад, Нидерланды) — нидерландский бейсболист, игрок второй базы клуба Главной лиги бейсбола «Атланта Брэйвз». Участник Матча всех звёзд лиги 2018 и 2021 годов. Победитель Мировой серии 2021 года. Обладатель награды Сильвер Слаггер 2019 года.

## Биография
Озаино Албис родился 7 января 1997 года в Виллемстаде. В бейсбол он начал играть в возрасте шести лет. В июле 2013 года в возрасте шестнадцати лет он подписал контракт с клубом «Атланта Брэйвз», получив бонус в размере 350 тысяч долларов. В том же году Албис дебютировал в профессиональном бейсболе в составе фарм-команды «Брэйвз» в Лиге Галф-кост. В течение следующих двух сезонов он сыграл 155 матчей, большую часть в составе команды «Ром Брэйвз», отбивал с показателем 32,8 %. Несмотря на небольшой рост, его включали в различные рейтинги лучших молодых игроков. В 2016 году Албис играл за «Миссисипи Брэйвз» и «Гуиннетт Брэйвз», его суммарный показатель отбивания составил 29,2 %. В сентябре он получил травму правого локтя, потребовавшую операции.
В первой части сезона 2017 года он играл за «Гуиннетт», отбивая с показателем 28,5 %. Первого августа Албис был переведён в основной состав «Атланты» и дебютировал в Главной лиге бейсбола. Он вытеснил со второй базы ветерана Брэндона Филлипса, до конца чемпионата сыграв в 57 матчах. В апреле 2018 года он побил клубный рекорд, выбив 22 экстра-бейс-хита за месяц. В июле он впервые в карьере вошёл в число участников Матча всех звёзд лиги, осенью помог команде впервые с 2015 года выйти в плей-офф. В пяти из шести месяцев регулярного чемпионата Албис входил в число тридцати лучших защитников лиги по версии сайта Fangraphs.
Весной 2019 года он продлил контракт с клубом ещё на семь лет, сумма соглашения составила 35 млн долларов. По ходу сезона Албис продолжил прогрессировать и зарекомендовал себя как один из лучших вторых базовых в лиге. Он показал лучшую в карьере эффективность отбивания 29,5 %, побил ряд личных рекордов в других статистических категориях. Помимо этого, он стал лидером лиги по количеству разыгранных дабл-плеев и выведенных в аут игроков соперника, а также допустил меньше всех ошибок на второй базе. В ноябре он стал одним из трёх игроков Брэйвз, получивших награду Сильвер Слаггер лучшим отбивающим сезона.
В сокращённом из-за пандемии COVID-19 сезоне 2020 года он сыграл 29 матчей, пропустив около половины чемпионата, залечивая травму запястья. Его показатель отбивания составил 27,1 %, он выбил шесть хоум-ранов и набрал 19 RBI.